# Felix Greissle
Felix Greissle (ur. 15 listopada 1894 w Wiedniu, zm. 26 kwietnia 1982 w Manhasset) – austriacki dyrygent, pedagog i redaktor muzyczny; zięć Arnolda Schönberga.

## Życiorys
Jako nastolatek pobierał prywatne lekcje gry na fortepianie i wiolonczeli. Po maturze studiował malarstwo u Alfreda Rollera w Akademii Sztuk Pięknych w Wiedniu. W czasie I wojny światowej służył w wojsku (od 1916 w randze porucznika); przez półtora roku był jeńcem wojennym we Włoszech.
W latach 1919–1922 studiował na Uniwersytecie Wiedeńskim muzykologię, głównie pod kierunkiem Guido Adlera, ale także u Wilhelma Fischera, Egona Wellesza i Roberta Lacha oraz kontrapunkt u Hansa Gála i harmonię u Hermanna Graedenera. Studiował tam również filozofię u Heinricha Gomperza i historię sztuki u Maxa Dvořáka. Od 1920 pobierał prywatne lekcje kontrapunktu, harmonii i kompozycji u Arnolda Schönberga i Albana Berga, a w 1921 uczęszczał na kursy dyrygentury prowadzone przez Antona Weberna.
Od 1921 pracował w założonym przez Schönberga Stowarzyszeniu Prywatnych Wykonań Muzycznych w Wiedniu; był tam jednym z Vortragsmeister („mistrzów prób” odpowiedzialnych za przygotowanie wykonawców do koncertów) oraz pełnił funkcje administracyjne. W 1922 rozpoczął pracę w Universal Edition jako kopista, redaktor i korektor. Równocześnie w latach 1924–1937 był dyrygentem Kantatenvereinigung Opery Wiedeńskiej dając wiele prawykonań utworów Schönberga, m.in. Kwintet na instrumenty dęte drewniane, op. 26 (1924) i Friede auf Erden op. 13. Był także autorem aranżacji i re-instrumentacji dzieł Schönberga, w tym Fünf Orchesterstücke op. 16.
Po anschlussie w 1938 wyemigrował do Stanów Zjednoczonych i osiedlił się w Nowym Jorku. W latach 1938–1946 był redaktorem w wydawnictwie muzycznym G. Schirmer i równocześnie od 1943 dyrektorem Serious Music Publications. W 1946 został redaktorem naczelnym wydawnictwa Edward B. Marks Music Company. Pracował też jako konsultant w Theodore Presser Company i University Society w New Jersey.
Działał również jako pedagog. Wykładał teorię muzyki i dyrygenturę zarówno prywatnie, jak i na Uniwersytecie Columbia, Philadelphia Academy of Music i The New School, a także w centrum kultury 92nd Street Y na Manhattanie oraz w Instytucie Schönberga na Uniwersytecie Południowej Kalifornii i w Internationale Schönberg-Gesellschaft w Wiedniu. Przez kilka lat był także prezesem nowojorskiego oddziału Międzynarodowego Towarzystwa Muzyki Współczesnej (ISCM).

## Życie prywatne
Pierwszą żoną Greisslego była najstarsza córka Arnolda Schönberga – Gertrude (Trudi) (1902–1947), z którą ożenił się w 1921. Para miała dwóch synów: Arnolda Rudolfa (ur. 1923) i Hermana (1925–1990). Cała rodzina w 1938 wyemigrowała do USA, w 1947 otrzymała amerykańskie obywatelstwo. Po śmierci Gertrudy Greissle ożenił się w 1949 ze śpiewaczką Jacqueline Mernick (1925–2006), z którą miał córkę Lynne (ur. 1950).